# Kaoru Tada
Kaoru Tada (jap. 多田 かおる, Tada Kaoru; * 25. September 1960 in Neyagawa, Präfektur Osaka, Japan; † 11. März 1999) war eine japanische Manga-Zeichnerin.
Ihr kommerzielles Debütwerk brachte Tada 1977 mit der Kurzgeschichte Kiss no Daishō!? im Manga-Magazin Bessatsu Margaret des Shūeisha-Verlages heraus, nachdem sie bereits einen Nachwuchspreis desselben Magazins gewonnen hatte. Von 1981 bis 1983 schuf sie die etwa 1300-seitige Manga-Serie Aishite Night für dieses Magazin. Aishite Night, in dem sich ein Rockmusiker in die Protagonistin verliebt, wurde als Anime-Fernsehserie umgesetzt. Ein noch größerer Erfolg gelang der Autorin mit Itazura na Kiss, das 1990 im Bessatsu Margaret startete. Die 23 Sammelbände des Mangas verkauften sich in Japan über 27 Millionen Mal, 1996 wurde eine Realfernsehserie auf seiner Basis ausgestrahlt, 2008 eine Anime-Fernsehserie.
Nach circa 3700 Seiten und mit offenem Schluss fand Itazura na Kiss 1999 ein Ende, weil die Zeichnerin bei einem Unfall während ihres Umzugs in ein anderes Haus ums Leben kam.
Tadas Werke sind Shōjo-Manga und sind Liebesgeschichten aus dem Blickwinkel jugendlicher Mädchen. Ihr Werk wurde ins Italienische übersetzt, die Anime-Umsetzung von Aishite Night war im deutschen Fernsehen unter dem Titel Rock 'n' Roll Kids zu sehen.

## Werke (Auswahl)
- Kiss no Daishō!? (キッスの代償!?, Kissu no Daishō!?), 1977
- Aishite Night (愛してナイト, Aishite Naito), 1981–1983
- Kawaii Ojisama (かわいいオジさま), 1984
- Sabishigariya no Debora (さばしがりやのデボラ), 1987
- Kimi no Na wa Debora (君の名はデボラ), 1988
- Itazura na Kiss (イタズラなKiss), 1990–1999
- Debora ga Rival (デボラがライバル, Debora ga Raibaru), 1996–1998